# Provincia di Adıyaman
La provincia di Adıyaman è una delle province della Turchia, ubicata nell'Anatolia sud-orientale. La sua popolazione è prevalentemente di etnia curda, e nel suo territorio si erge il celeberrimo monte Nemrut (2150 m s.l.m.), sito del mausoleo di Antioco I di Commagene,

## Distretti

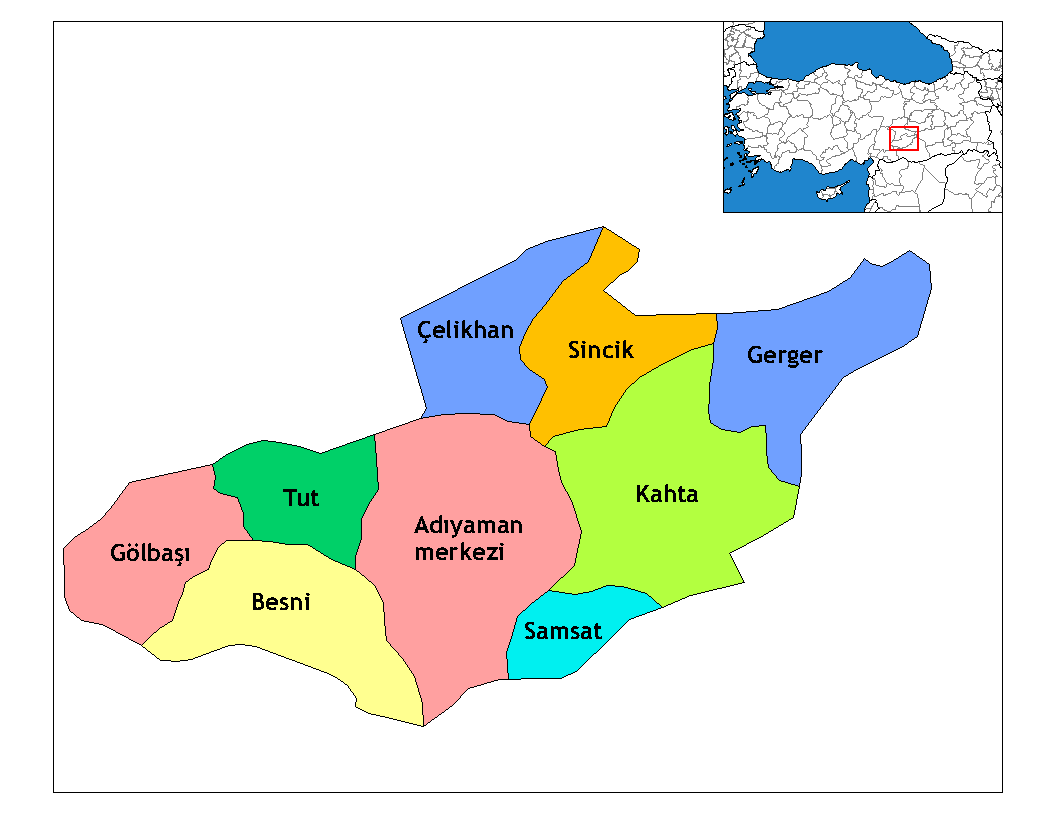
Distretti di Adiyaman

La provincia è divisa in 9 distretti: 	
- Adıyaman
- Besni
- Çelikhan
- Gerger
- Gölbaşı
- Kahta
- Samsat
- Sincik
- Tut